# Never Forget - The Ultimate Collection
Never Forget - The Ultimate Collection è una raccolta del gruppo musicale britannico Take That, pubblicata nel 2005.

## Tracce
1. Never Forget – 6:26 (Gary Barlow)
2. Back for Good – 4:02 (Gary Barlow)
3. How Deep Is Your Love – 3:42 (Barry Gibb, Robin Gibb, Maurice Gibb)
4. Pray – 3:45 (Gary Barlow)
5. Relight My Fire – 4:10 (Dan Hartman) – con Lulu
6. Everything Changes – 3:35 (Gary Barlow, Cary Baylis, Eliot Kennedy, Mike Ward)
7. Babe – 4:56 (Gary Barlow)
8. Sure – 3:41 (Gary Barlow, Mark Owen, Robbie Williams)
9. It Only Takes a Minute – 3:48 (Dennis Lambert, Brian Potter)
10. A Million Love Songs – 3:54 (Gary Barlow)
11. Could It Be Magic – 3:31 (Barry Manilow, Adrienne Anderson)
12. Why Can't I Wake Up with You – 3:39 (Gary Barlow)
13. Love Ain't Here Anymore – 4:09 (Gary Barlow)
14. I Found Heaven – 4:03 (Ian Levine, Billy Griffin)
15. Promises – 3:36 (Gary Barlow, Graham Stack)
16. Once You've Tasted Love – 3:44 (Gary Barlow)
17. Pray (Live, Berlino) – 5:16 (Gary Barlow)
18. Relight My Fire (Element Remix) – 3:49 (Dan Hartman)
19. Today I've Lost You – 3:07 (Gary Barlow)